# Liberat Zajączkowski
Liberat Zajączkowski (ur. 1843, zm. 26 października 1901 we Lwowie) – polski dziennikarz, wydawca 

## Życiorys
Urodził się w 1843. Był uczestnikiem powstania styczniowego 1863, walcząc w oddziałach Mariana Langiewicza i Mossakowskiego.
Był redaktorem czasopism: przez wiele lat stał na czele humorystycznego pisma „Szczutek”, „Mrówka”, od 1876 do 1877 redagował lwowski dziennik „Kronika Codzienna”, wydawał też „Dziennik Polski” w 1879 (nabył następnie Adam Sapieha), jako dziennikarz polityczny w latach 80. publikował w „Gazecie Narodowej”, a później był wydawcą tejże przez pięć lat do maja 1901. Był współwłaścicielem drukarni „Piller i Spółka”. Po odejściu Teofila Merunowicza od 1894 pełnił funkcję prezesa Towarzystwa Dziennikarskiego (Dziennikarzy Polskich) we Lwowie. Był też jednym z założycieli Koła Literacko-Artystycznego i w jego strukturach zasiadał w wydziale. Ceniono go jako satyryka.
Miał syna i dwie córki, jedna z nich, Anna, została malarką. We Lwowie zamieszkiwał w domu przy ulicy Chorążczyzna 22. W 1901 chorował. Zmarł 26 października 1901 we Lwowie w wieku 59 lat. Został pochowany w kwaterze powstańców na Cmentarzu Łyczakowskim we Lwowie 29 października 1901.